# Bożena Brun-Barańska

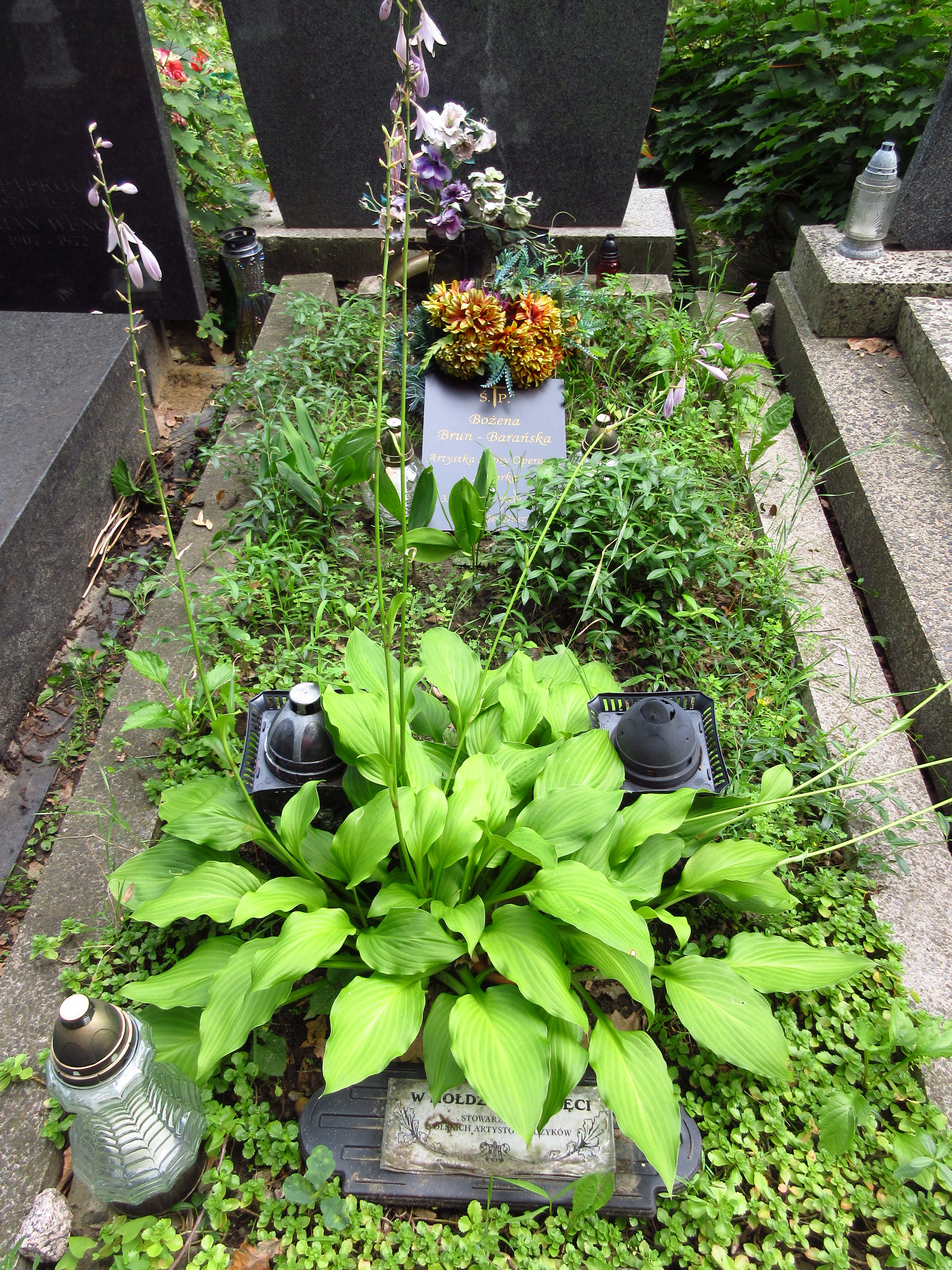
Grób Bożeny Brun-Barańskiej na cmentarzu Bródnowskim w Warszawie

Bożena Brun-Barańska (ur. 3 marca 1919 w Warszawie, zm. 7 września 1993 tamże) – polska śpiewaczka operowa i aktorka.

## Życiorys
Córka Władysława. Głos i umiejętności wokalne kształciła u Wiktora Brégy’ego i Franciszki Platówny. Debiutowała 26 kwietnia 1947 w roli Pani Reich w Wesołych kumoszkach z Windsoru Otto Nicolaia na Scenie Muzyczno-Operowej Miejskich Teatrów Dramatycznych w Warszawie. W 1948 otrzymała angaż w Operze Wrocławskiej, gdzie występowała przez dwa sezony. Od 1951 do 1954 występowała w Operze Poznańskiej, a następnie powróciła do Warszawy, gdzie od 1954 do 1980 była solistką Teatru Wielkiego, po przejściu w stan spoczynku występowała gościnnie na scenach teatrów warszawskich. Karierę zakończyła występując w Teatrze na Targówku (obecnie Teatr Rampa). Poza występami w operze i w teatrze występowała również w filmach i Teatrze Telewizji.
Była pierwszą żoną aktora Tadeusza Plucińskiego.
Zmarła 7 września 1993 w Warszawie, pochowana 13 września 1993 na cmentarzu Bródnowskim (kwatera 16R-4-2). 

## Role

### Teatralne
- 1947 – Wesołe kumoszki z Windsoru – pani Page
- 1948 – Straszny dwór – Jadwiga
- 1949 – Carmen – Carmen
- 1949 – Cyrulik sewilski – Berta
- 1949 – Rycerskość wieśniacza – Lola
- 1950 – Złoty kogucik – Klucznica Amelfa
- 1951 – Carmen – Carmen
- 1953 – Carmen – Carmen
- 1954 – Czterech gburów – Małgorzata
- 1955 – Jolanta – Marta
- 1955 – Wieczór prządek – sąsiadka
- 1955 – Dama pikowa – hrabina
- 1956 – Faust – Marta Schwertlein
- 1957 – Cyrulik sewilski – Berta
- 1957 – Madame Butterfly – Suzuki
- 1957 – Carmen – Carmen
- 1960 – Borys Godunow – karczmarka
- 1961 – Andre Chenier – Mulatka Bersi
- 1962 – Opowieści Hoffmanna – głos Matki
- 1963 – Rozkwit i upadek miasta... – Leokadia Begbick
- 1965 – Straszny dwór – Cześnikowa
- 1966 – Faust – Marta
- 1967 – Bunt żaków – Katarzyna
- 1967 – Eugeniusz Oniegin – Łarina; Filipiewna
- 1968 – Eugeniusz Oniegin (wznowienie) – Łarina
- 1969 – Otello – Emilia
- 1970 – Wesele Figara – Marcelina
- 1971 – Cyrulik sewilski – Berta
- 1971 – Konsul – Wera Boronel
- 1974 – Chłopi – Dominikowa
- 1974 – Bardzo śpiąca królewna – Królowa
- 1979 – Awantura w Recco – Dowódca Barbaresków
- 1982 – Romek i Julka – Florianowa
- 1984 – Romek i Julka – Florianowa

Źródło.

### Telewizyjne
- 1963 – Miłość Don Perlimplina do Belisy w jego ogrodzie – matka Belisy
- 1970 – Pan generał – Lodzia
- 1970 – Pierwszy interesant
- 1976 – Bardzo straszny dwór – film telewizyjny[5]

Źródła.

## Ordery i odznaczenia
- Krzyż Kawalerski Orderu Odrodzenia Polski (1964)[4]
- Złoty Krzyż Zasługi (31 stycznia 1953)[2]
- Srebrny Krzyż Zasługi (22 lipca 1952)[7]
- Medal 10-lecia Polski Ludowej (22 lipca 1955)[8]
- Odznaka „Zasłużony Działacz Kultury”[4]